# ジル・ブラルタール
『ジル・ブラルタール』（原題 仏: Gil Braltar ）は、1887年に発表されたジュール・ヴェルヌの短編風刺小説。

## 概要
ジブラルタルが舞台の短編小説で、1887年1月2日の "Le Petit journal" 紙に掲載され、同年に刊行された『フランスへの道』に収録された。当時のフランス側のイギリスに対する見解が随所に散りばめられている、諷刺を交えた作品になっている。
ある日の夜突然、轟音に包まれるブラルタールの街で、襲撃に対抗するマカックメール将軍の一行と襲撃者とのやりとりが、ユーモアを交えて描かれる。

## 登場人物
- ジル・ブラルタール (Gil Braltar) - ジブラルタルをイギリスから奪還しようとするスペイン人。
- マカックメール将軍 (Général Mac Kackmale) - ジブラルタルに駐屯するイギリスの将軍。